# Elizabeth F. Ellet
Elizabeth Fries Lummis Ellet född 18 oktober 1818 i New York, död 3 juni 1877, var en amerikansk författare, historiker och poet. Hon var den första författaren som skrev om kvinnor under Amerikanska frihetskriget.
Elizabeth Fries Lummis skrev sin första bok Poems, Translated and Original 1835. Hon gifte sig med kemisten William Henry Ellet  och paret flyttade till South Carolina. Hon skrev flera böcker och medverkade i flera tidskrifter. År 1845 flyttade hon tillbaka till New York och deltog i litterära sällskap där. Hon var inblandad i en offentlig skandal med Edgar Allan Poe och Frances Sargent Osgood och senare i en annan med Rufus Wilmot Griswold. Ellets främsta verk The Women of the American Revolution gavs ut 1845. Det bestod av tre volymer om patriotiska kvinnor i USA:s tidiga historia. Hon fortsatte att skriva fram till sin död 1877.

## Ungdomsåren
Elizabeth Fries Lummis föddes i Sodus Point, New York, 18 oktober 1818. Hennes mor hette Sarah Maxwell (1780–1849) och var dotter till kapten John Maxwell som stred under Amerikanska frihetskriget. Hennes far, William Nixon Lummis (1775–1833), var en framgångsrik läkare som studerat medicin i Philadelphia hos Dr. Benjamin Rush. I början av 1800 lämnade dokter Lummis Philadelphia och köpte godset Pulteney i Sodus Point i Wayne County, New York. Elizabeth Lummis gick på Aurora Female Seminary i Aurora, New York, där hon bland annat studerade franska, tyska och italienska. Hon var 16 år gammal då hon publicerade en översättning av Silvio Pellicos Euphemio of Messina.

## Karriär
Elizabeth Fries Lummis debutbok Poems, Translated and Original kom 1835 och i den ingick tragedin Teresa Contarini, baserad på Venedigs historia. Den uppfördes i New York och i andra städer. 1839 skrev hon The Characters of Schiller, en kritisk essä om författaren Friedrich Schiller med översättning av flera av hans dikter. Hon skrev Scenes in the Life of Joanna of Sicily, en historia om kvinnlig adels livsstil och Rambles about the Country 1840, en beskrivning av landskapet som hon betraktat under sina resor i USA. Hon fortsatte att skriva dikter och att översätta. Hon skrev även essäer om europeisk litteratur som publicerades i American Monthly, North American Review, Southern Literary Messenger, Southern Quarterly Review och andra tidskrifter. Ellet skrev i många olika genrer.

## Äktenskap
I mitten av 1830-talet gifte hon sig med William Henry Ellet (1806–1859), en kemist från  New York. Han tog examen från Columbia College i New York. Paret flyttade till Columbia, South Carolina, då han blev professor i kemi, mineralog och geologi vid South Carolina College 1836. Han upptäckte även en ny och billig metod att framställa bomullskrut, vilket delstaten South Carolina belönade honom för. 1845 flyttade hon från sin make i Södern tillbaka till New York City och blev en del i litterära kretsar tillsammans med Margaret Fuller, Anne Lynch Botta, Edgar Allan Poe, Rufus Wilmot Griswold, Anna Cora Mowatt och Frances Sargent Osgood. Ellets make flyttade till New York 1850 och han arbetade de sista åren av sitt liv som kemikonsult på Manhattan Gas Company. Han avled 1857.

## Brevskandalen

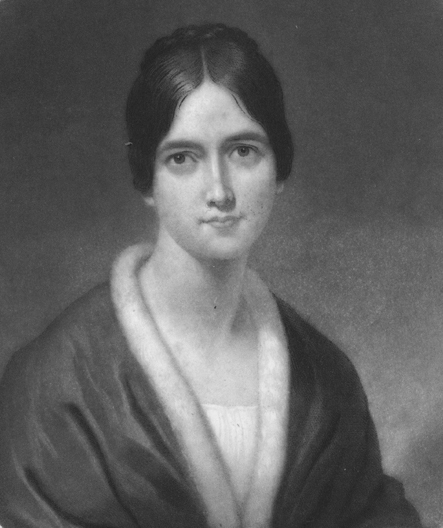
Ellet var inblandad i en skandal med Edgar Allan Poe och Frances Sargent Osgood (bilden) i mitten av 1840-talet.

Ellet var inblandad i en skandal med Edgar Allan Poe och Frances Sargent Osgood i mitten av 1840-talet. Olika källor uppger olika saker kring dessa händelser. Poe hade skrivit sin "The Raven" och var på höjden av sin karriär. Han mottog många brev från kvinnor i olika litterära sällskap, däribland Ellet och Osgood. Vissa av breven kan ha varit kärleksfulla och flirtiga. Ellet diskuterade även litteratur med Poe. Det är möjligt att Ellet kände sig svartsjuk på Osgood, eftersom Poe hade skrivit flera dikter till och om Osgood, däribland A Valentine.
Ellet besökte Poes hem i januari 1846 och Poes maka Virginia ska ha visat henne breven från Osgood. Hon ska därefter ha sagt åt Osgood att be om att få dem tillbaka och antytt att de var opassande. Margaret Fuller och Anne Lynch Botta bad Poe att få breven å Osgoods vägnar. Poe blev arg över deras inblandning och menade att Ellet borde fråga efter sina egna brev istället. I ett av dessa brev, skrivet på tyska, skall hon ha skrivit en förförisk mening, men Poe ignorerade det eller förstod inte innebörden. Han samlade ihop alla brev han fått av henne och lämnade dem vid hennes hus. Trots att breven återlämnats, bad hon sin bror att kräva dem tillbaka. Hennes bror överste William Lummis trodde inte att Poe hade lämnat tillbaka dem och hotade att döda honom. Poe bad Thomas Dunn English om en pistol för att kunna försvara sig.
Thomas Dunn English trodde inte på att Ellet hade skickat några brev till Poe. Osgoods make Samuel Stillman Osgood hotade att stämma Ellet om hon inte formellt bad om ursäkt. Hon drog tillbaka sina påståenden i ett brev till Osgood där hon skrev att de brev som mrs. Poe visat henne måste ha varit förfalskade av mr. Poe själv. Hon lade all skuld på Poe och menade att han var galen." Ryktet att Poe var galen spreds av Ellet och andra fiender till honom och hamnade så småningom i tidningarna. Efter att Osgood återförenats med sin make dog skandalen ut.
Poes sjuka hustru Virginia tog väldigt illa vid sig dock. Hon hade fått anonyma brev, kanske från Ellet, om makens agerande så tidigt som i juli 1845. Virginia sade på sin dödsbädd att mrs. E. hade mördat henne. Poe skrev senare om att han föraktade mrs. E. för att hon äcklade honom och att hon fortsatt med sina "anonyma" förföljelser.
Edgar Allan Poe tros ha skrivit novellen Hop-Frog som en litterär hämnd på Ellet med flera.

## The Women of the American Revolution

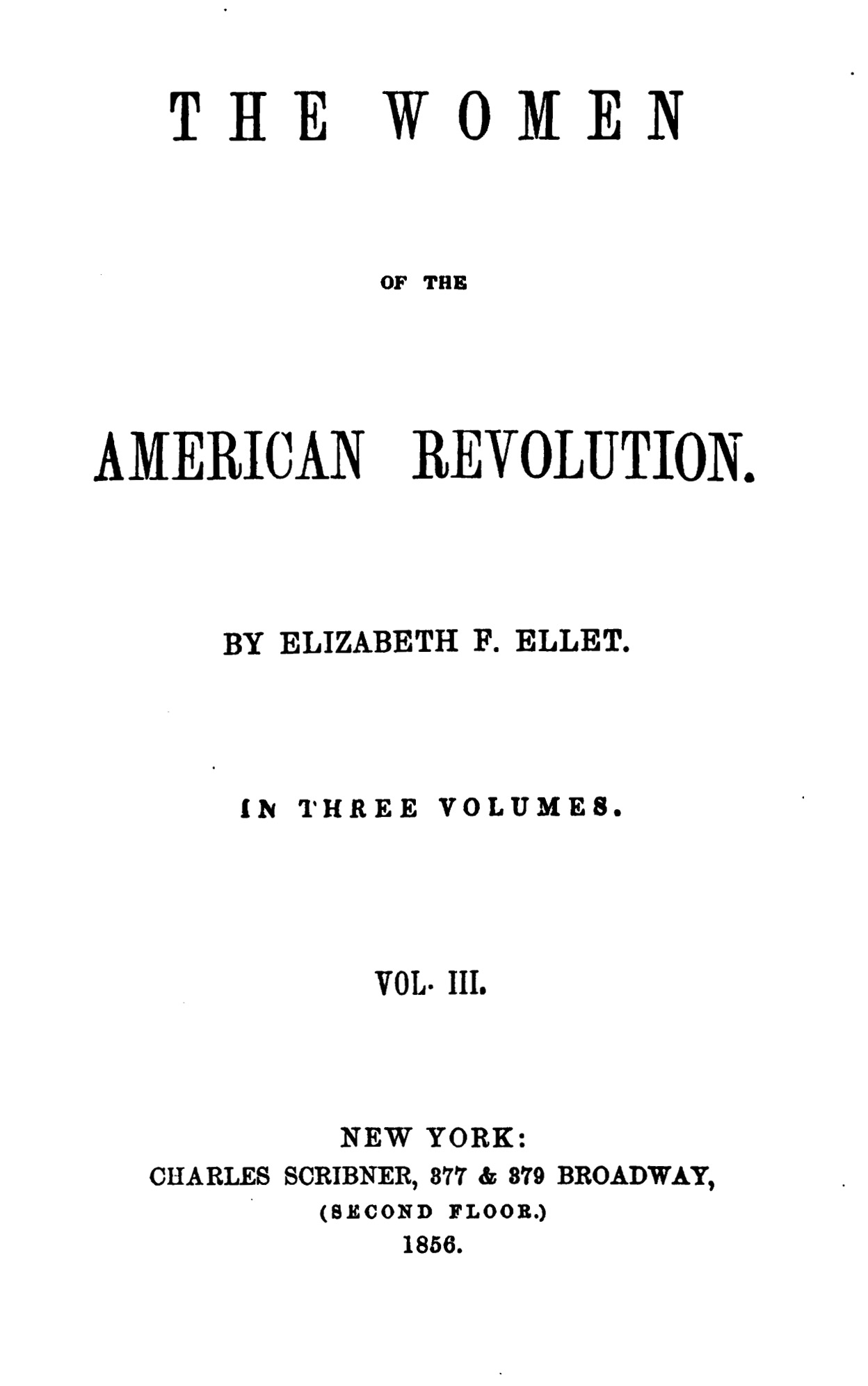
The Women of the American Revolution (upplagan från 1856).

Omkring 1846 påbörjade Ellet ett stort projekt – att skriva om kvinnors liv i samband med Amerikanska frihetskriget. Hon letade reda på opublicerade brev och dagböcker samt talade med ättlingar. Ellet blev den första historikern som ägnat sig åt detta fält. Hon märkte att det fanns mängder av material om männens del i frihetskriget och ville få balans genom att berätta kvinnornas historia. Hon fann så mycket material om kvinnliga patrioter att den första upplagan av The Women of the American Revolution (1848) publicerades i två volymer. De fick ett gott mottagande och en tredje volym kom 1850. Senare historiker menar att detta var hennes viktigaste verk. Ellet skrev även Domestic History of the American Revolution en sammanfattning av samma material 1850. Ellet skrev om kvinnor från olika kolonier och olika samhällsklasser, utom de afroamerikanska, som hon valde att utesluta. Vissa av de kvinnor som hon skrev om som Martha Washington, Abigail Adams, Mercy Otis Warren och Ann Eliza Bleecker var redan kända, men hon skrev även om okända kvinnor, hustrur till krigshjältar, som uppfostrade barn och försvarade sina hem mot britterna. Hon menade att det nu var svårt att inse deras stora betydelse för den då unga nationen.
Antropologen och kritikern Rufus Wilmot Griswold hade hjälpt Ellet med boken och sett till att hon kunde komma åt källorna hos  New York Historical Society, där han var medlem. Hon kändes dock inte vid hans hjälp vilket förargade Griswold. I en recension skrev Griswold, "med hjälp av några herrar som är mer kunniga än hon, har hon skrivit ett värdefullt och intressant verk."

## Övriga verk

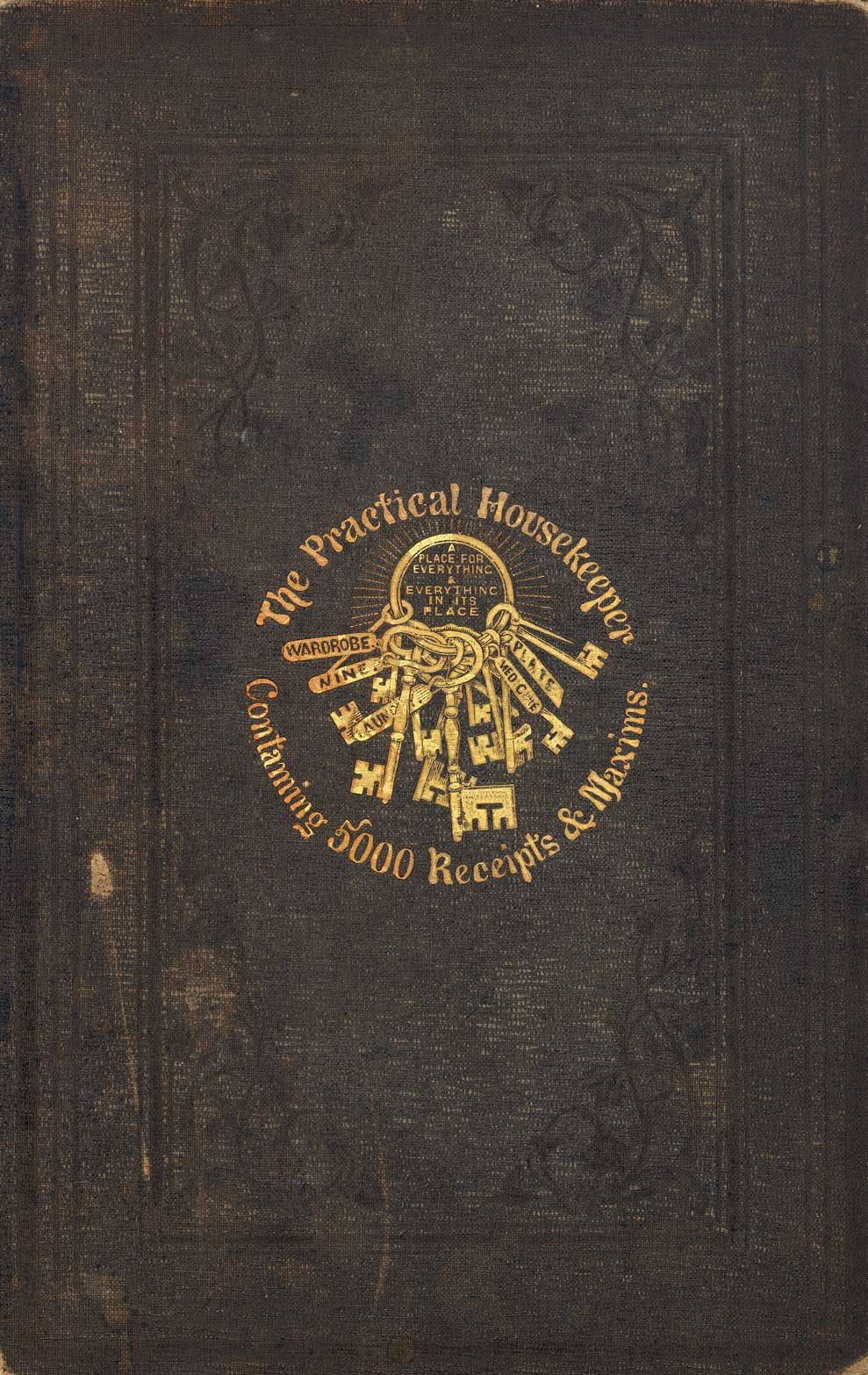
The Practical Housekeeper (1857).

Ellet var nu en etablerad författare och skrev 1849 Family Pictures from the Bible. Hon skrev Evenings at Woodlawn 1850, en samling av tyska legender och traditioner samt Domestic History of the American Revolution, som kanske den enda boken om den amerikanska revolutionen ur både kvinnors och mäns perspektiv. Mellan 1851 och 1857 skrev hon Watching Spirits, Pioneer Women of the West, Novelettes of the Musicians och Summer Rambles in the West. Den fick hon inspiration till efter en båtresa längs Minnesota River 1852. Staden Eden Prairie, Minnesota, namngavs av Ellet och har skapat en naturstig till hennes ära.
Ellet gav 1857 ut The Practical Housekeeper, ett uppslagsverk om 600 sidor om amerikansk hushållsskötsel. Den riktade sig till medel- och överklassen och bestod av tre delar, matlagning, hushållsskötsel och sjukvårdsråd. Den bestod av tusentals recept och råd med hänvisningar till filosofer, vetenskapsmän och antika civilisationer. Den bestod även av femhundra träsnitt. 
Elizabeth Ellet skrev Women Artists in All Ages and Countries 1859, som var den första boken om kvinnliga konstnärers historia. Hon skrev The Queens of American Society (1867), Court Circles of the Republic, som kom 1869, beskrev det sociala livet kring de 18 amerikanska presidenterna, från George Washington till Ulysses S. Grant.

## Rufus Griswolds skilsmässa
Ellet blev inblandad i skilsmässan mellan Rufus Griswold och hans andra maka, Charlotte Myers, 1852. Ellet och Ann S. Stephens skrev till Myers att hon inte skulle tillåta skilsmässan. De skrev även till Harriet McCrillis, som tänkte gifta sig med Griswold efter skilsmässan, att hon skulle avsluta förhållandet med honom.
Även efter att skilsmässan gått igenom fortsatte Ellet och Stephens att skriva till Myers och övertygande henne att hon skulle överklaga. När denna överklagan gick till domstol den 24 februari 1856, gav både Ellet och Stephens långa vittnesmål om Griswolds karaktär. Varken Griswold eller Myers var dock där och överklagan avslogs. När Griswold avled följande år menade vännen och författaren Sarah Anna Lewis, att Ellet hade gjort Griswold sjukare och att hon "drev Griswold in i döden".

## Senare år
Elizabeth Ellet ersatte 1857 Ann Stephens som litteraturredaktör på New York-tidningen Evening Express. Hon stödde välgörenhetsorganisationer för kvinnor och barn och höll tal för att samla in pengar. Hon tillhörde Episkopalkyrkan under större delen av sitt liv, men konverterade till katolicismen under sina sista år.

## Död

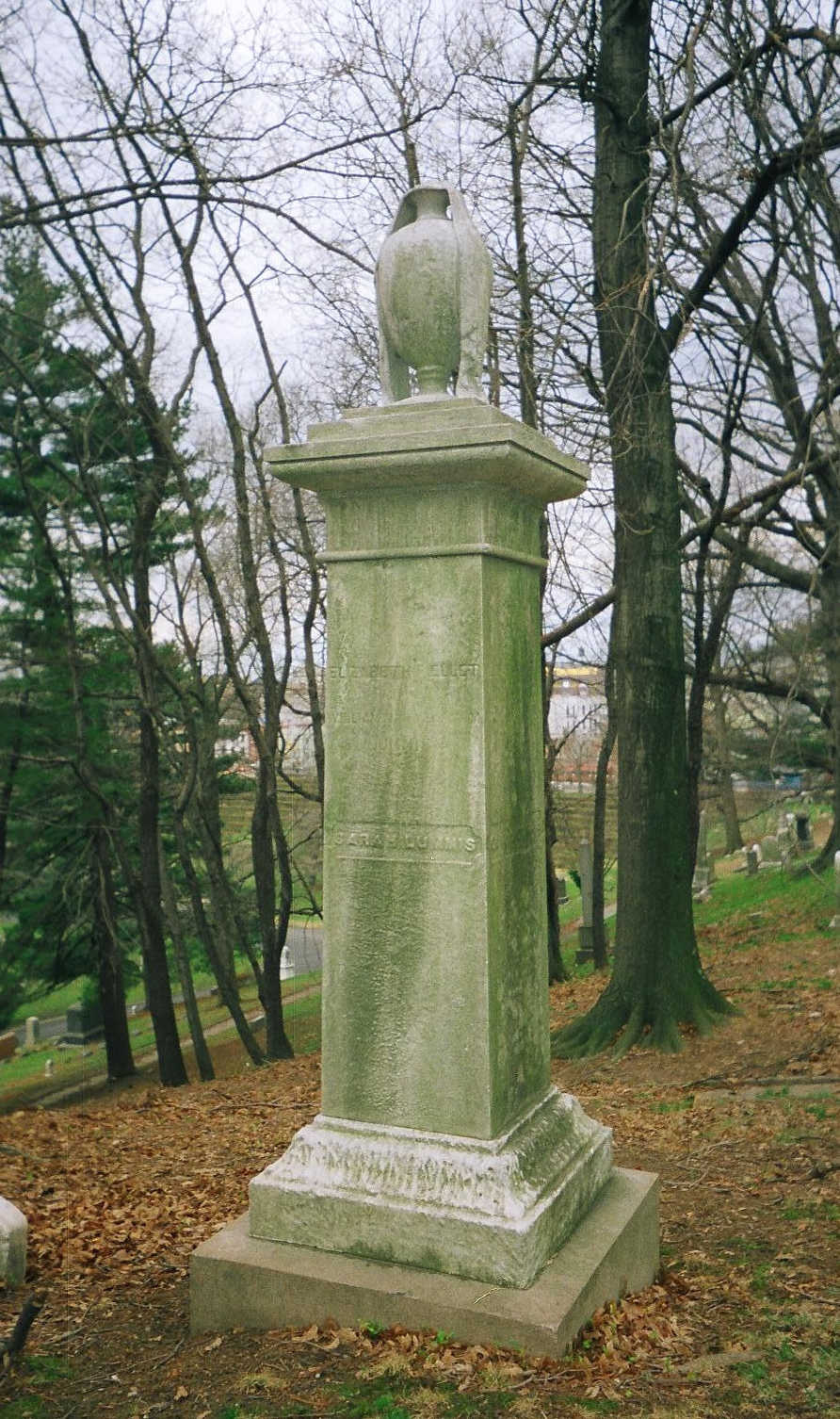
Elizabeth Ellets grav på Green-Wood Cemetery i Brooklyn.

Elizabeth Ellet avled av glomerulonefrit i New York den 3 juni 1877, och begravdes bredvid sin make på  Green-Wood Cemetery i Brooklyn.

## Verkslista
Verkslistan kommer från MSU Historic American project.
- Euphemio of Messina (1834) översättning
- Poems, Translated and Original däribland pjäsen Teresa Conarini (1835)
- The Characters of Schiller (1839)
- Joanna of Sicily (1840)
- Rambles about the Country (1840)
- The Women of the American Revolution (1848–50) (3 volymer)
- Evenings at Woodlawn (1849)
- Family Pictures from the Bible (1849)
- Domestic History of the American Revolution (1850)
- Watching Spirits (1851)
- Nouvelettes of the Musicians (1851)
- Pioneer Women of the West (1852)
- Summer Rambles in the West (1853),
- The Practical Housekeeper (1857)
- Women Artists in All Ages and Countries (1859)
- The Queens of American Society (1867)
- Court Circles of the Republic (1869)